# James Guy Denniston
James Guy Denniston, britanski general, * 1895, † 1974.